# Хамбург (Арканзас)
Хамбург (енгл. Hamburg) град је у америчкој савезној држави Арканзас.

## Демографија
По попису из 2010. године број становника је 2.857, што је 182 (-6,0%) становника мање него 2000. године.
| Група             | 2000.         | 2010.         |
| Белци             | 1.801 (59,3%) | 1.581 (55,3%) |
| Афроамериканци    | 1.022 (33,6%) | 859 (30,1%)   |
| Азијати           | 4 (0,1%)      | 4 (0,1%)      |
| Хиспаноамериканци | 199 (6,5%)    | 389 (13,6%)   |
| Укупно            | 3.039         | 2.857         |